# Добротвір (станція)
Добротві́р — проміжна залізнична станція Львівської дирекції залізничних перевезень Львівської залізниці на неелектрифікованій лінії Сапіжанка — Ковель між станціями Сапіжанка (13,5 км) та Соснівка (13 км). Розташована біля населенних пунктів Козаки, Кошаковські та за 3 км від  однойменного селища Шептицького району Львівської області.

## Пасажирське сполучення
На станції Добротвір зупиняються приміські поїзди сполученням Львів — Сокаль.